# 松岡里英
松岡 里英（まつおか りえ、1993年5月13日 - ）は、日本の女優。群馬県出身。ジャパン・ミュージックエンターテインメント（AURA）所属。

## 略歴
2023年12月28日、ジャパン・ミュージックエンターテインメント（AURA）への所属を発表。

## 人物
- 趣味はダンス、美容、サウナ。
- 特技はダンス。
- サウナ・スパ健康アドバイザーの資格を取得。
- サウナ・スパプロフェッショナルの資格を取得。

## 出演

### 舞台
- シアターエアリー朗読劇「グリムの森」（2011年4月23日、シネマート六本木）
- IBKプロデュース公演「プレイス 特別版 ～海の家借りちゃいました～」（2011年9月28日 - 10月2日、AQUA studio）
- アリスインプロジェクト「ダウト！国立公安女子高」（2012年10月25日 - 28日、博品館劇場） - ミチ 役
- 「オンナ、ひと憂。」（2013年9月12日 - 16日、ザ・ポケット）
- SHOWMAN'S「ドリームレスキュー 言うことナース！～エピソードゼロなのですぅ～」（2015年7月8日 - 12日、新宿村LIVE） - オーベル 役
- アイドル甲子園シアター旗揚げ公演「AKIRA」（2015年9月29日 - 10月4日、シアターモリエール） - 間中愛華 役
- DMM.yell presents「熱いぞ!猫ヶ谷!!」 （2016年3月16日 - 20日、品川プリンスホテル クラブeX） - 星宮亜音 役
- 「城下町のダンデライオン」（2016年8月9日 - 14日、CBGKシブゲキ!!） - 櫻田遥 役
- 「鬼切丸伝 ～源平鬼絵巻～」（2017年1月18日 - 22日、六行会ホール） - 北条政子 役
- ネルケプランニング「上野パンダ島ビキニーズ」（2017年3月30日 - 4月2日、品川プリンスホテル クラブeX） - 桃山つき乃 役
- 舞台『青の祓魔師』島根イルミナティ篇（2017年10月20日 - 29日、Zeppブルーシアター六本木 / 2017年11月2日 - 5日、新神戸オリエンタル劇場） - ヒロイン・杜山しえみ 役
- ネルケプランニング「上野パンダ島ビキニーズマイナス2.5」（2018年3月15日 - 18日、品川プリンスホテル クラブeX） - 桃山つき乃 役
- 魔法先生ネギま！ 〜お子ちゃま先生は修行中！〜（2018年7月12日 - 16日、AiiA 2.5 Theater Tokyo） - 神楽坂明日菜 役
- DisGOONie presents vol.7 「PSY・S」 （2019年11月7日 - 15日、シアター1010 / 11月23日 - 25日、梅田芸術劇場シアタードラマシティ） - ライザ 役[3]
- 舞台「ゾンビランドサガ Stage de ドーン！」 （2020年9月5日 - 6日、草月ホール） - 水野愛 役

### テレビドラマ
- 死幣-DEATH CASH-（2016年、TBS） - さき 役
- 死亡フラグが立ちました!（2019年10月25日 - 12月13日、関西テレビ） - ルミ 役
- 恋はつづくよどこまでも 最終回（2020年3月17日、TBS） - 犬飼美里 役
- 痛快TV スカッとジャパン（2020年10月26日、フジテレビ） - 小原貴子 役
- 必修!マウンティング会話講座（2021年3月24日、NHK） - 石川遥 役
- やっぱりおしい刑事 第4回（2021年3月28日、NHK）
- 探偵☆星鴨 第7話（2021年6月8日、日本テレビ）- 捜田遥 役
- おいハンサム!! 第4話（2022年1月29日、フジテレビ） - リコ 役
- -50kgのシンデレラ（2022年、TBS）- サエ 役
- 義母と娘のブルース FINAL（2024年、TBS）- 野村雪子 役
- 東京ヌードル（2024年7月14日 - 、BSフジ） - 小池友里奈 役[4]
- D&D〜医者と刑事の捜査線〜 第6話（2024年11月22日、テレビ東京） - 警察官 役[5]

### Webドラマ
- SICK'S 恕乃抄 〜内閣情報調査室特務事項専従係事件簿〜（2018年4月 - 5月、Paravi） - ブブゼラビキニーズ 役
- SPECサーガ黎明篇「サトリの恋」（2018年9月 - 10月、Paravi） - 桜金子 役
- 奪い愛、夏（2019年8月、AbemaTV） - 玉田梨沙子 役
- オンラインシネマ「GIFT〜しあわせのカタチ〜」（2020年5月29日、ABEMA）[6]
- キス×kiss×キス ～デキアイシンデレラ～ 第6話・第9話（2022年1月21日・2月1日、dTV）
- ショートドラマ　光秀を捕えよ。(2025年6月23日、BUMP)

### ゲーム
- ELCHRONICA - マルタ 役

### イベント
- TOKYO GRAVURE IDOL FESTIVAL 2017（2017年8月4日 - 6日、TOKYO IDOL FESTIVAL 2017　GRAND MARKET）[7]

### CM
- ディズニーランド 春キャン
- ナイキ
- ヒューレットパッカード タブレット
- ゼクシィ
- ワタベウェディング
- 生酵素
- 麒麟麦酒 のどごし〈生〉
- Netflix
- EPSON ホームシアター
- Hulu 夕張映画祭
- 静鉄バス スーパー母ちゃん篇
- 任天堂 Nintendo Switch「ポケモンユナイト」
- 日立 日立システムズ

### 雑誌
- 週刊プレイボーイ
- SAUNA BROS. vol.2
- SAUNA BROS. vol.3

## 作品

### DVD
- ピュア・スマイル（2012年2月24日、竹書房）
- 純情ロマン（2012年7月20日、イーネット・フロンティア）
- 彼女には秘密がある（2012年10月20日、ラインコミュニケーションズ）
- 彼女は僕のもの（2013年2月27日、マックス）
- ひとりだけの彼女（2015年7月31日、スパイスビジュアル）
- Step to me（2015年11月27日、スパイスビジュアル）
- リエゾン（2016年2月19日、竹書房）
- Peachful（2016年7月29日、エスデジタル）
- ぷるりえ（2016年10月20日、ラインコミュニケーションズ）